# Sancho I del Portogallo
Sancho Alfonso, conosciuto anche con il nome di Martino, in portoghese Sancho o Povoador ("Sancho il popolatore") (Coimbra, 11 novembre 1154 – Coimbra, 26 marzo 1212), fu il secondo re del Portogallo dal 6 dicembre 1185 fino alla sua morte.

## Origine
Secondo il Roderici Toletani Archiepiscopi De Rebus Hispaniæ Sancho era figlio del re del Portogallo Alfonso I e della principessa Mafalda di Savoia (1125-1158), figlia del settimo Conte di Savoia e Conte d'Aosta e di Moriana, quegli che sarebbe stato il primo ad assumere ufficialmente il titolo di Conte di Savoia, Amedeo III, e di Adelaide, di cui non si conoscono gli ascendenti (alcune fonti identificano la madre di Mafalda nella seconda consorte di Amedeo, Mahaut d'Albon).

Secondo il Chronicon regum Legionensium, Alfonso era figlio del nobile francese Enrico (Dom Henrique), divenuto conte del Portogallo, e della principessa Teresa, che sempre secondo il Chronicon regum Legionensium era figlia illegittima di Alfonso VI, re di León e Castiglia, e della sua concubina Jimena Muñoz (?-1128), che secondo lo storico medievalista statunitense, Bernard F. Reilly, era figlia del conte Munio Muñiz, signore delle Asturie occidentali e del nord del Bierzo e della moglie Velasquita;

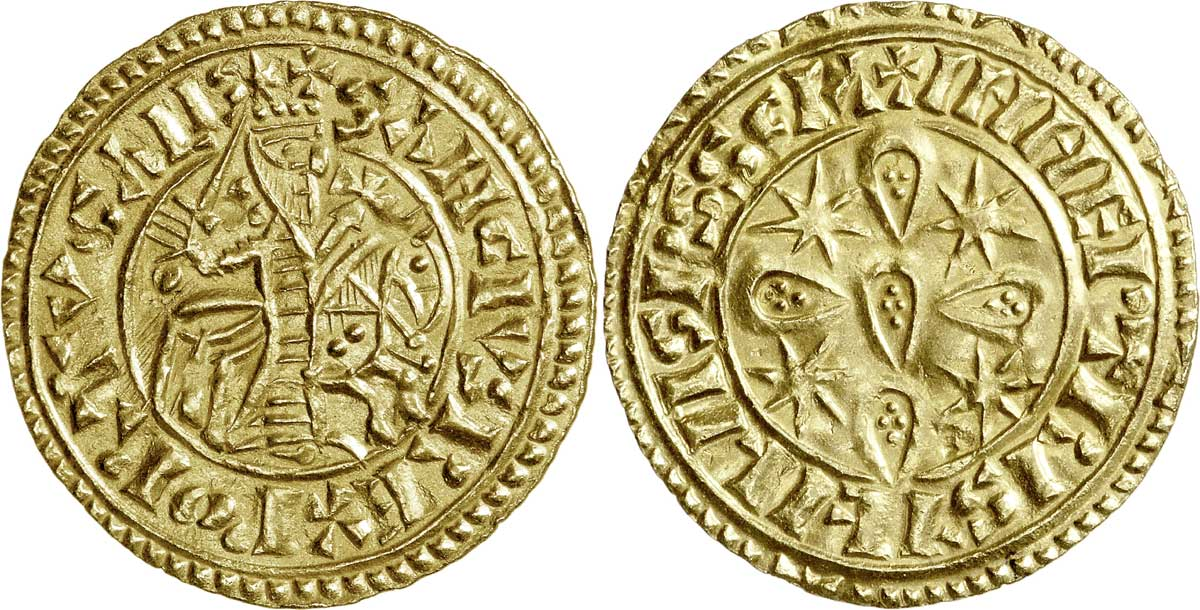
Sancho I

## Biografia
Il Chronicon Lusitanum lo cita col nome Martino (D. Martinus cognomento Sancius), riportando che era l'unico figlio maschio sopravvissuto al padre. precisando che tale nome gli fu attribuito in quanto nato nella notte di san Martino, nel ventiseiesimo anno di regno del padre, nell'anno 1154 (1192 dell'era ispanica) (Aera 1192 natus est rex Sancius...in nocte S. Martini).
Come riporta lo storico britannico Edgar Prestage, Sancho fu armato cavaliere, il 15 agosto 1170, dal padre che in seguito all'incidente di Badajoz, dove aveva subito una grave ferita (fuggendo a cavallo, si era rotto una gamba) aveva preso atto che la sua carriera militare era finita.

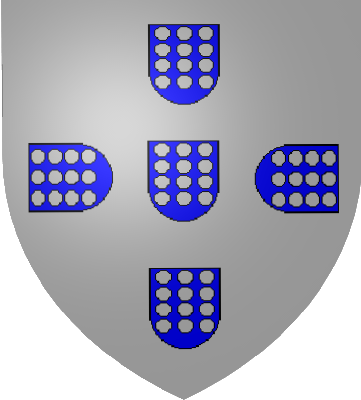
Stemma della Casa capetingia di Borgogna del Portogallo dal 1180 al 1247

Dato che il Portogallo non aveva tradizioni per la successione era consigliabile che sudditi e stranieri cominciassero a trattare con l'erede, per cui il padre introdusse Sancho nel governo dell'amministrazione e nel controllo degli affari militari.
Nel 1174 Sancho sposò Dolce di Barcellona (1160-1198), sorella del sovrano della corona d'Aragona Alfonso II, e figlia della regina di Aragona Petronilla e del conte di Barcellona Raimondo Berengario IV, come riporta il Chronicon Lusitanum.

il matrimonio viene confermato da due documenti della Provas da Historia genealogica da casa real portugueza:
- il nº 8, datato 1190 (Sancius Dei gratia Portugalliæ et Algarb. Rex una cum uxore mea Regina D. Dulcia)[13]
- il nº 9, datato 1189 (Sancius Dei gratia Portugalensium Rex et uxor mea Dona Dulcia)[14].

Nel 1178, avendo ormai il comando delle truppe portoghesi, Sancho invase al-Andalus, riuscendo a raggiungere Siviglia e a dare fuoco a due sobborghi della città.
Il califfo almohade Abu Ya'qub Yusuf I, spaventato da tanta temerarietà, decise di attaccare il Portogallo e dopo alcuni vani tentativi, nel 1184, invase il Portogallo con un esercito reclutato in Nordafrica e, nel mese di maggio, assediò a Santarém il re Alfonso I; il principe Sancho riusciva a tenere a bada gli assedianti, ma la salvezza furono i 20.000 uomini inviati dall'arcivescovo di Santiago di Compostela, a giugno, e l'esercito leonese del cognato Ferdinando II, giunto a luglio, che ruppero l'assedio.

Abu Ya'qub Yusuf I morì nel corso del 1184 e il suo esercito fu disperso; un secondo attacco via mare a Lisbona fallì, scongiurando definitivamente il pericolo.

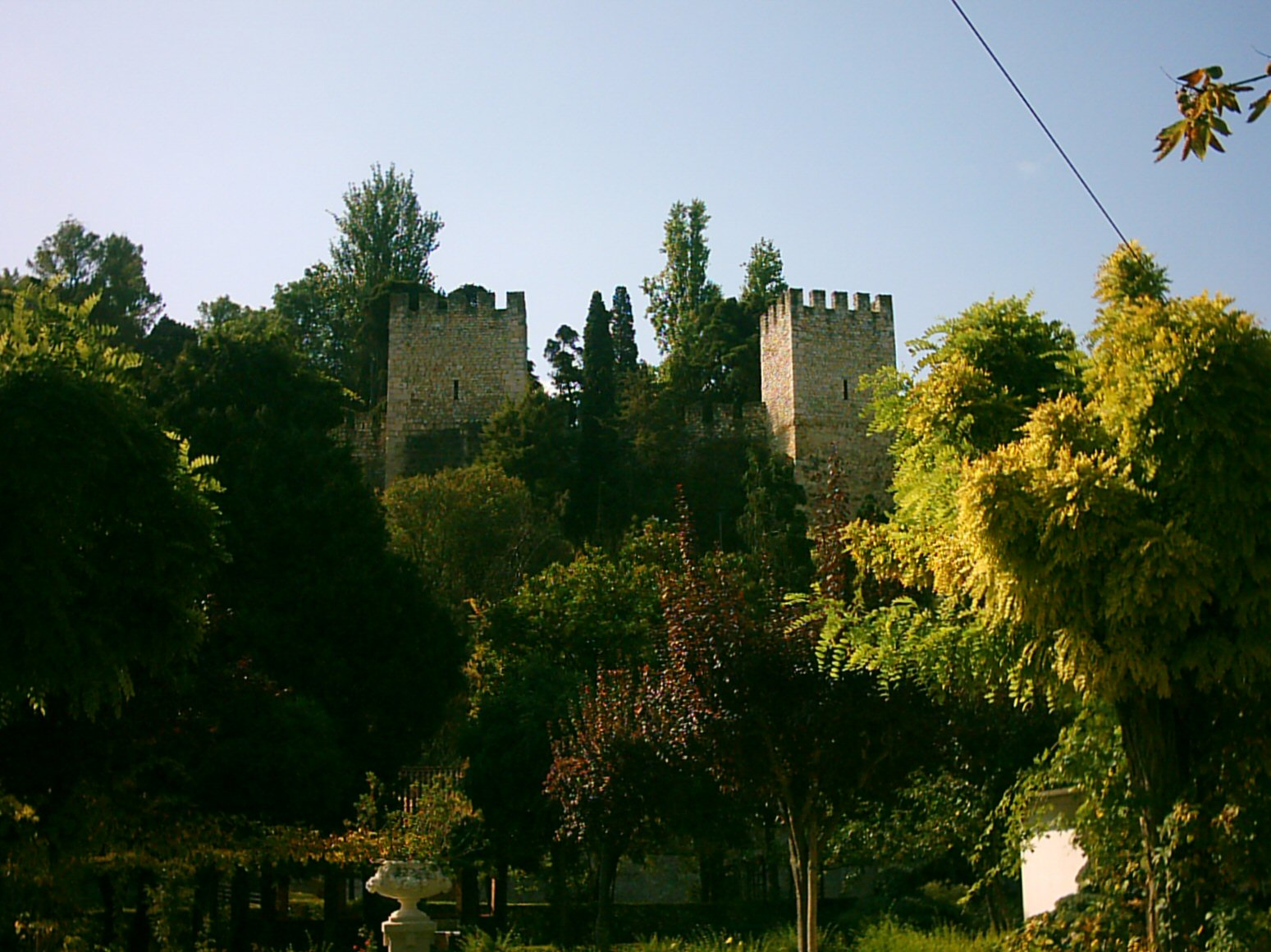
Castello di Torres Novas

Sancho divenne re il 6 dicembre 1185, all'età di trent'anni, alla morte del padre Alfonso I; il Chronicon Conimbricensi riporta che Alfonso I morì nel dicembre del 1185 (VIII Id Dec obiit Rex Ildefonsus Portugalensis); mentre il Roderici Toletani Archiepiscopi De Rebus Hispaniæ, oltre alla morte riporta che fu tumulato nel monastero della Santa Croce.
Immediatamente Sancho si dedicò alla ricostruzione delle città ed alla costruzione di nuove, incoraggiando gli ordini militari (templari, ospitalieri, Calatrava e Santiago) a costruire castelli, onde proteggere i coloni dietro a robuste mura; inoltre gli ordini militari in battaglia possedevano la disciplina che faceva difetto alle truppe reali e comunali.
Nello stesso tempo cercò di rimettere in discussione il tributo annuale perpetuo, a suo tempo concordato che pagava a Roma per l'investitura del papa ricevuta da suo padre; dopo avere mercanteggiato si concordò per cento bizanti d'oro.
Nel 1189, alleatosi a due flotte di crociati che navigavano verso la Palestina, Sancho si spinse in Algarve, dove sbarcato con gli alleati conquistò Alvor (Portimão) e Silves, una città grande e molto ricca. Questa prima spedizione navale portoghese portò alla sottomissione della parte occidentale dell'Algarve, per cui assunse anche il titolo di re dell'Algarve.

Nei due documenti, su citati, della Provas da Historia genealogica da casa real portugueza, datati 1189 e 1190, Sancho I si dichiara re del Portogallo e dell'Algarve.
Poi, risalendo la provincia musulmana riconquistò Beja.
Allora il nuovo califfo almohade, Abu Yusuf Ya'qub al-Mansur, reagì ponendo sotto assedio Silves, dirigendosi poi con gran parte del suo esercito verso il Tago. Dopo aver attraversato il fiume, conquistò Torres Novas e pose il campo di fronte alla fortezza dei templari di Tomar, mentre una parte delle truppe si spinse fino a Coimbra.
Ma ancora una volta una flotta di crociati che era entrata nel Tago fu disposta ad aiutare Sancho, scongiurando la caduta di Coimbra, la capitale, mentre Abu Yusuf Ya'qub al-Mansur, anche a causa di una pestilenza che aveva colpito il suo campo si dovette ritirare a Siviglia; ma l'anno dopo (1190) riprese Silves, una parte delle conquiste di Sancho nell'Algarve e Alcácer do Sal, riportando il confine al Tago.
Sancho si rassegnò alle perdite subite ma, onde prevenire futuri attacchi dai musulmani, piazzò delle roccaforti militari sulla riva destra del Tago, ripopolò la provincia con coloni del nord e restaurò il castello di Leiria.
Sancho partecipò con un contingente di truppe portoghesi alla battaglia di Alarcos (18 luglio 1196), in cui i re di León, suo nipote, Alfonso IX e di Navarra Sancho VII arrivarono in ritardo e la battaglia si risolse in una dura sconfitta, per il re di Castiglia, Alfonso VIII, che non aveva atteso gli alleati, come riporta lo storico spagnolo Rafael Altamira.
Nel 1197, in guerra con il nipote e genero, Alfonso IX, entrò nel sud della Galizia e occupò la città di Tui per due anni e a pace fatta costruì la città di Guarda a protezione della frontiera orientale.

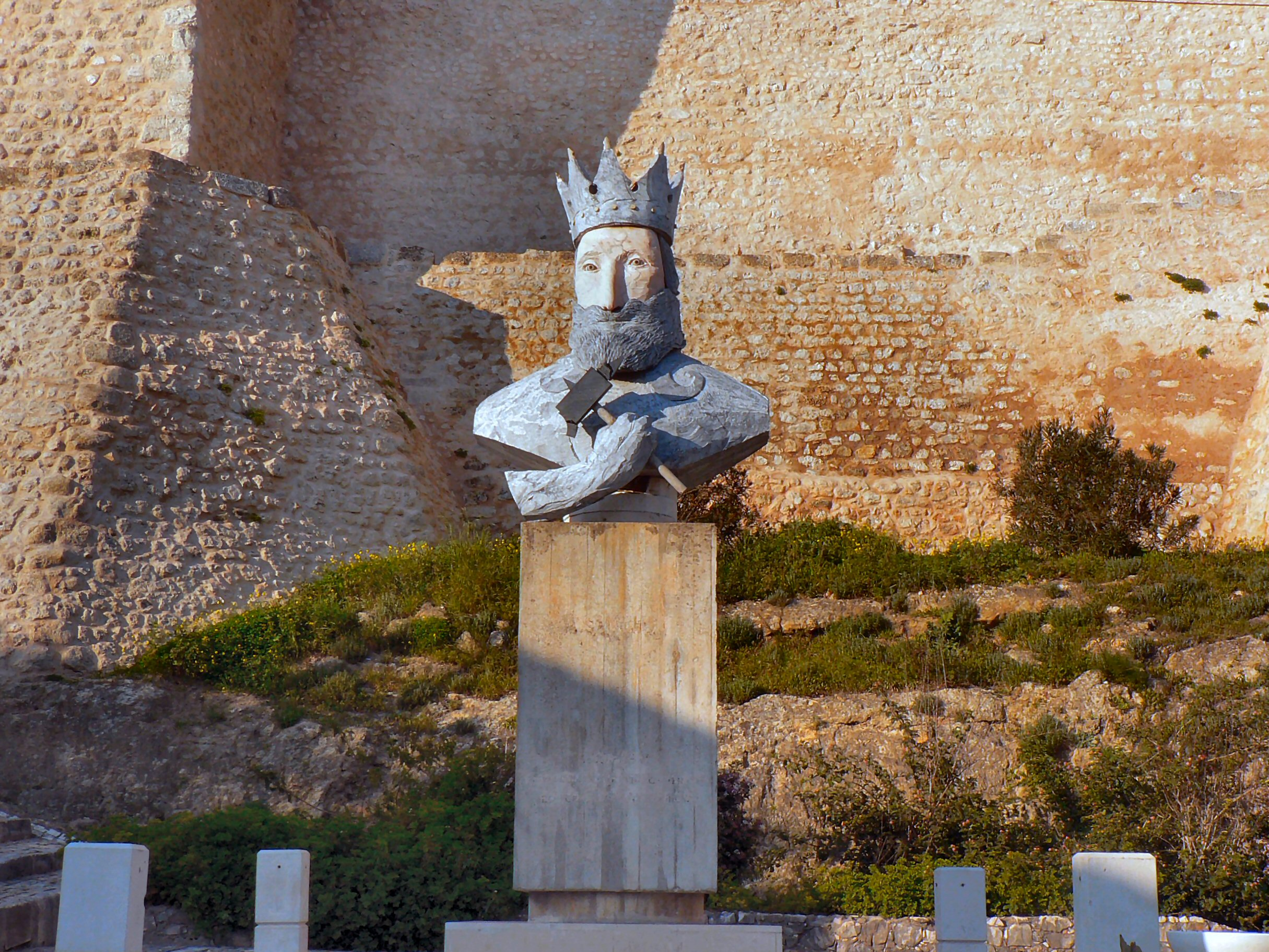
Busto di Sancho I di fronte al castello di Torres Novas

Nel 1200 avviò trattative (che però non andarono a buon fine) con il re d'Inghilterra Giovanni senza Terra per dargli in moglie una delle sue figlie.
Nel 1202 il Portogallo subì una grave carestia che determinò la perdita di parecchie vite umane e ciò costrinse Sancho ad aumentare, nei suoi ultimi anni di regno, gli sforzi per ripopolare il regno, creando città e distretti anche a sud del Tago. Queste opere e l'aver mantenuto la pace con tutti i vicini per parecchio tempo, e non le conquiste militari, gli diedero la gloria.
Negli ultimi anni di regno Sancho ebbe occasione di inimicarsi sia il vescovo di Porto (che era stato imprigionato dai suoi concittadini con i quali il re si era schierato) sia con quello di Coimbra (che colpì il re con l'interdetto per la sua cattiva condotta) che Sancho imprigionò e respinse anche la protesta di papa Innocenzo III.

Prima di morire si riappacificò con entrambi i vescovi.
Nel 1209, Sancho I redasse un testamento in cui dichiarò suo successore il figlio, Alfonso e stabilì lasciti per tutti gli altri figli, legittimi ed illegittimi.
Sancho I morì a Coimbra, il 26 marzo del 1212, e a Coimbra fu tumulato nel monastero della Santa Croce, dove erano già stati tumulati i suoi genitori, come riporta il Roderici Toletani Archiepiscopi De Rebus Hispaniæ, ; il Breve Chronicon Alcobacense riporta che fu sepolto accanto alla moglie, Dolce. 

Gli succedette il figlio Alfonso II.
Il regno di Sancho fu caratterizzato da un generale sviluppo, dal ripopolamento e fondazione di città di alcune zone del paese e con il patrocinio delle lettere.

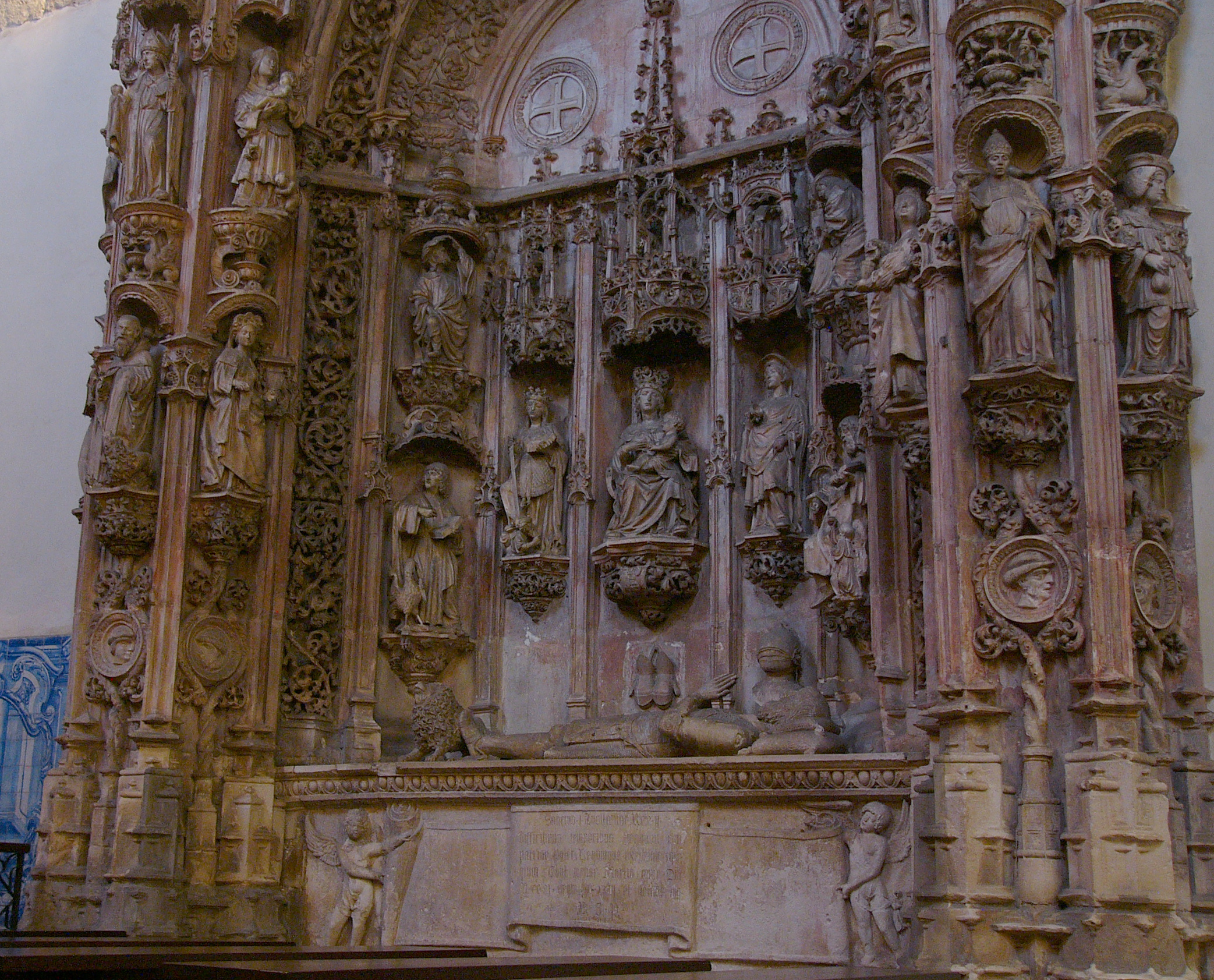
Tomba di Sancho I nel monastero della Santa Croce a Coimbra.

## Discendenza
Sancho e Dolce ebbero undici figli:
- Teresa del Portogallo (1176-1250), che sposò nel 1191 Alfonso IX[16], separata, nel 1195. Fu beatificata nel 1705.
- Sancha del Portogallo (1178- 13 marzo 1229) citata dal padre nel testamento del padre[14], fondò e fu la prima badessa del monastero di Lorvão. Fu beatificata il 23 dicembre del 1705.
- Raimondo del Portogallo (circa 1180-1189), citato nella Quarta parte da Monarchia lusitana[27], fu incoronato principe del Portogallo, nel 1185. Tumulato a Coimbra.
- Costanza del Portogallo (1182[15]-ante 1186).
- Alfonso del Portogallo (1185-1223), re del Portogallo[25].
- Pietro del Portogallo (1187-1255), sposò nel 1229 Arembiaux, contessa di Urgell, fu citato dal padre nel testamento[14].
- Ferdinando del Portogallo, citato dal padre nel testamento[14], sposò nel 1212 la contessa delle Fiandre Giovanna, figlia maggiore dell'imperatore di Costantinopoli Baldovino I di Costantinopoli.
- Enrico del Portogallo (1189- dicembre 1189) tumulato nel monastero della Santa Croce a Coimbra[28].
- Bianca del Portogallo (1192-1240), Signora di Guadalajara, dove morì. Tumulata nel monastero della Santa Croce a Coimbra[28].
- Berengaria del Portogallo (1194-Ringsted 27 marzo 1221) citata nel testamento del padre[14], sposò nel maggio 1214 Valdemaro II di Danimarca e fu conosciuta con il nome di regina Bringrenila.
- Mafalda del Portogallo (1197-1256) citata nel testamento del padre[14], sposò nel 1215 il re di Castiglia Enrico I, da cui si separò, per consanguineità, nel 1216. Fu beatificata il 7 giugno 1793 dal papa Pio VI.

Sancho ebbe anche due amanti:
- Maria Aires de Fornelos, citata nel testamento di Sancho I[14] che gli diede due figli[6]:
  - Martim Sanches (ante 1175-ca. 1226), citato dal padre nel testamento[14], primo conte di Trastámara, governatore di León e Galizia. Sposò Elo Pérez de Castro, figlia di Pedro Fernández de Castro.
  - Urraca Sanches (ante 1175-dopo il 1256) citata nel testamento del padre[14], sposò Lourenço Soares de Ribadouro, prima alfiere (1195-1196) e poi primo maggiordomo (1205) del re di León Alfonso IX.
- Maria Pais Ribeira, citata nel testamento di Sancho I[14] che gli diede sei figli:
  - Rodrigo Sanches (?-1245), citato dal padre nel testamento[14], morto in battaglia vicino a Porto e tumulato nel monastero di Grijó. Ebbe un figlio naturale dalla sua relazione con Constança Afonso de Cambra:
    - Alfonso Rodrigues (?- dopo il 1294), monaco francescano, citato nel testamento di sua zia Costanza, sorella di suo padre[29].

  - Gil Sanches (?-1236), citato dal padre nel testamento[14], trovatore.
  - Nuno Sanches, citato dal padre nel testamento[14], morto in giovane età.
  - Maior Sanches, morta in giovane età, come riporta la Historia Genealogica da Casa Real Portugueza (Lisbon), Tomo I[30].
  - Teresa Sanches (1190/1200-1230) citata nel testamento del padre[14], tra il 1211 e il 1212 sposò Alfonso Téllez de Meneses, signore di Albuquerque.
  - Constança Sanches (1210-1269) citata nel testamento del padre[14], suora al monastero della Santa Croce di Coimbra, dove fu tumulata.

## Ascendenza
|                          |                      |                       | Genitori                            |  |  | Nonni |  |  | Bisnonni              |  |  | Trisnonni             |  |
|                          |                      |                       |                                     |  |  |       |  |  | Roberto I di Borgogna |  |  | Roberto II di Francia |  |
|                          |                      |                       |                                     |  |  |       |  |  | Roberto I di Borgogna |  |  | Roberto II di Francia |  |
|                          |                      | Costanza d'Arles      |                                     |  |  |       |  |  | Roberto I di Borgogna |  |  |                       |  |
| Enrico del Portogallo    |                      |                       |                                     |  |  |       |  |  | Roberto I di Borgogna |  |  |                       |  |
|                          |                      | Sibilla di Barcellona | Berengario Raimondo I di Barcellona |  |  |       |  |  |                       |  |  |                       |  |
|                          |                      | Sibilla di Barcellona | Berengario Raimondo I di Barcellona |  |  |       |  |  |                       |  |  |                       |  |
|                          |                      | Sibilla di Barcellona | Guilla (o Guisla) de Lluça          |  |  |       |  |  |                       |  |  |                       |  |
| Alfonso I del Portogallo |                      | Sibilla di Barcellona |                                     |  |  |       |  |  |                       |  |  |                       |  |
|                          |                      | Alfonso VI di León    | Ferdinando I di Castiglia           |  |  |       |  |  |                       |  |  |                       |  |
|                          |                      | Alfonso VI di León    | Ferdinando I di Castiglia           |  |  |       |  |  |                       |  |  |                       |  |
|                          |                      | Alfonso VI di León    | Sancha I di León                    |  |  |       |  |  |                       |  |  |                       |  |
| Teresa di León           |                      | Alfonso VI di León    |                                     |  |  |       |  |  |                       |  |  |                       |  |
|                          |                      | Jimena Núñez de Lara  |                                     |  |  |       |  |  |                       |  |  |                       |  |
|                          |                      |                       |                                     |  |  |       |  |  |                       |  |  |                       |  |
|                          |                      | …                     |                                     |  |  |       |  |  |                       |  |  |                       |  |
| Sancho I del Portogallo  |                      |                       |                                     |  |  |       |  |  |                       |  |  |                       |  |
|                          | Umberto II di Savoia | Amedeo II di Savoia   |                                     |  |  |       |  |  |                       |  |  |                       |  |
|                          | Umberto II di Savoia | Amedeo II di Savoia   |                                     |  |  |       |  |  |                       |  |  |                       |  |
|                          | Umberto II di Savoia | Giovanna di Ginevra   |                                     |  |  |       |  |  |                       |  |  |                       |  |
| Amedeo III di Savoia     | Umberto II di Savoia |                       |                                     |  |  |       |  |  |                       |  |  |                       |  |
|                          |                      | Giselda di Borgogna   | Guglielmo I di Borgogna             |  |  |       |  |  |                       |  |  |                       |  |
|                          |                      | Giselda di Borgogna   | Guglielmo I di Borgogna             |  |  |       |  |  |                       |  |  |                       |  |
|                          |                      | Giselda di Borgogna   | Stefania di Borgogna                |  |  |       |  |  |                       |  |  |                       |  |
| Mafalda di Savoia        |                      | Giselda di Borgogna   |                                     |  |  |       |  |  |                       |  |  |                       |  |
|                          |                      | …                     | …                                   |  |  |       |  |  |                       |  |  |                       |  |
|                          |                      | …                     | …                                   |  |  |       |  |  |                       |  |  |                       |  |
|                          |                      | …                     | …                                   |  |  |       |  |  |                       |  |  |                       |  |
| Adelaide                 |                      | …                     |                                     |  |  |       |  |  |                       |  |  |                       |  |
|                          |                      | …                     | …                                   |  |  |       |  |  |                       |  |  |                       |  |
|                          |                      | …                     | …                                   |  |  |       |  |  |                       |  |  |                       |  |
|                          |                      | …                     | …                                   |  |  |       |  |  |                       |  |  |                       |  |
|                          |                      | …                     |                                     |  |  |       |  |  |                       |  |  |                       |  |

### Fonti primarie
- (LA)  Provas da Historia Genealogica da Casa Real Portugueza (Lisbon), Tomo I.
- (LA)  España Sagrada, Tomo XIV
- (LA)  Recueil des historiens des Gaules et de la France. Tome 12
- (LA)  #ES España sagrada, Volume 23.
- (EN)  The World of El Cid: Chronicles of the Spanish Reconquest, Chronicon regum Legionensium

### Letteratura storiografica
- Rafael Altamira, La Spagna (1031-1248), in «Storia del mondo medievale», vol. V, 1999, pp. 865–896
- E.F. Jacob, "Innocenzo III", in «Storia del mondo medievale», vol. V, 1999, pp. 5–53
- Frederick Maurice Powicke, I regni di Filippo Augusto e Luigi VIII di Francia, in «Storia del mondo medievale», vol. V, 1999, pp. 776–828
- Edgar Prestage, Il Portogallo nel Medioevo, in «Storia del mondo medievale», vol. VII, 1999, pp. 576–610
- (EN)  The early history of the house of Savoy (1000-1233)
- (PT)  Barbosa J. (1727) Catalogo Chronologico, Historico, Genealogico e Critico das Rainhas de Portugal e seus filhos (Lisbon)
- (PT)  #ES Terceira parte da monarchia lusitana
- (PT)  #ES Quarta parte da Monarchia lusitana
- (PT)  #ES Chronica Breve do Archivo Nacional, Portugaliæ Monumenta Historica, Scriptores, Vol. I
- (PT)  #ES Historia Genealogica da Casa Real Portugueza (Lisbon), Tomo I